# حسام ابریشمی

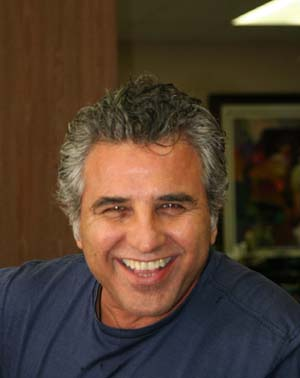
حسام ابریشمی نقاش و مجسمه ساز

حسام ابریشمی نقاش و مجسمه‌ساز ایرانی است. او در ایالت کالیفرنیا در آمریکا زندگی می‌کند. او علاوه بر نقاشی به خلق مجسمه‌هایی از جنس برنز اقدام نموده و اخیراً به نقاشی بر روی شیشه نیز مشغول شده‌است.

## زندگی‌نامه
حسام ابریشمی در سال ۱۳۳۰ در شهر شیراز متولد شد. دلباختگی اش به هنر نقاشی به سال‌های نوجوانی اش بر می گردد که با تشویق و تحسین جدی معلمان هنر دبیرستانی اش، آقایان معزی و نمازی، که هر دو نقاش بودند، پرداختن به نقاشی را بر همهٔ کارها برتری داد و اساس زندگی اش را بر اصول این هنر پایه گذاشت. در سال دوم دبیرستان، در مسابقهٔ سراسری نقاشی، ابتدا در شهر شیراز و سپس در کل کشور، رتبهٔ اول را کسب نمود.
در سال ۱۳۵۴ برای ادامهٔ تحصیلات عالی اش در رشتهٔ نقاشی راهی ایتالیا شد و در دانشکدهٔ هنرهای زیبای "پیترو وانوچی"، در شهر "پروجا"، به تحصیل و تمرین هر چه بیشتر نقاشی تا مقطع فوق لیسانس پرداخت. این دوره، نخستین تماس جدی حسام با نگرش هنری غرب بود. حسام ابریشمی در سال ۱۳۵۸ به ایران بازگشت و متأثر از جو انقلابی کشور و دگرگونی‌های ناشی از آن، کارهایی با مضامین و مفاهیم سیاسی و اجتماعی به تصویر کشید. هدف او در این نقاشی‌ها دیگر ثبت نمادی از طبیعت نبود. حرف‌هایی داشت که باید می زد و زبان بیانش تصویر بود و اینچنین بود که از باز نمایی طبیعت فاصله گرفت و به بیان درونیاتش گروید. حسام در سال ۱۳۶۳ مجدداً به ایتالیا برگشت و پس از هشت ماه اقامت در آنجا راهی لوس آنجلس شد. او در سال ۱۳۶۶ با خلق نقاشی‌های کتاب "حماسهٔ پادشاهی کیومرث " ، عرصهٔ جدیدی از فعالیت‌های هنری را به روی خود گشود. در سال ۱۳۷۱ همکاری رسمی اش را با "کالکتورز ادیشنز"  آغاز کرد و از طریق این شرکت شناخته شدهٔ انتشاراتی هنری، موفق به نشر و عرضهٔ آثار هنری خود در سطح جهانی گشت.

## فعالیت‌های هنری
نقاشی‌های حسام پس از بازگشت به ایران به مرور ویژگی‌های رئالیستی خود را از دست دادند و حال و هوای انتزاعی به خود گرفتند. مجموعه‌ای از طراحی‌های پر شور آن سال‌های او به نام "فریاد ها"، در سال ۱۳۶۱ در تهران به چاپ رسید و با استقبال بسیار رو به رو شد. پیش از آن نیز در سال ۱۳۵۹ در یک نمایشگاه گروهی در موزهٔ هنرهای معاصر تهران، برخی آثارش را در کنار آثار دیگر نقاشان ایرانی به نمایش گذارد. نخستین نمایشگاه انفرادی اش اما، در سال ۱۳۶۰ در زادگاهش، شیراز، بر پای گشت که دو سال پس از برگزاری نخستین نمایشگاه انفرادی او درشهر پروجای ایتالیا بود.
گزینه‌هایی از آثار نقاشی او در قالب سه مجموعهٔ مجزا، توسط کالکتورز ادیشنز در آمریکا چاپ و منتشر شده‌است. همچنین عناوین متعددی از کتاب‌های مرجع دانشگاه‌های آمریکا در زمینهٔ جامعه شناسی و روان شناسی، از طراحی‌ها و نقاشی‌های حسام ابریشمی به عنوان طرح روی جلد بهره برده‌اند و بسیاری از صفحه‌های این کتاب‌ها نیز با نقش‌های او تکمیل شده‌است.
حسام در فاصلهٔ سال‌های ۱۹۸۷ تا ۲۰۰۵ در هفتاد و دو نمایشگاه انفرادی و گروهی و جشنوارهٔ هنری شرکت کرد و بیست و یک جایزه دریافت نمود. مجسمه سازی را از همان سال‌های نخست فعالیت هنری اش در ایتالیا نیز، دوست می داشت و گاه تجربه هم می‌کرد. از سال ۱۳۷۷ اما، به‌طور جدی به خلق پیکره‌های برنزی پرداخت.
او در ادامهٔ فعالیت‌های گسترده و متعددش، در سال ۱۳۷۸ با همکاری برخی دوستان هنرمندش به تأسیس انجمن هنرهای تجسمی "سیوا" ، برای هنرمندان ایرانی ساکن غربت پرداخت. این انجمن که گروهی از هنرمندان نقاش و مجسمه ساز پیش کسوت مقیم کالیفرنیا را نیز در خود جای داده است، می کوشد تا دست هنرمندان جوان خارج از کشور را بگیرد، استعدادهای تازه را کشف کند و راه‌های درست تر را به آن‌ها نشان دهد، تا سیر هنرهای تجسمی ساکن غربت، تا سر حد امکان در مسیر اصولی تری باقی بماند. از سال ۱۹۹۸ تاکنون حسام ابریشمی در نمایشگاه بین‌المللی نقاشی  در شهر نیویورک در مقام یکی از موفق‌ترین هنرمندان شرکت‌کننده در این رویداد معتبر جهانی بوده‌است .